# Kościół św. Marii Magdaleny w Kalinowej
Kościół pod wezwaniem św. Magdaleny w Kalinowej został wybudowany w latach 1465-1466. 

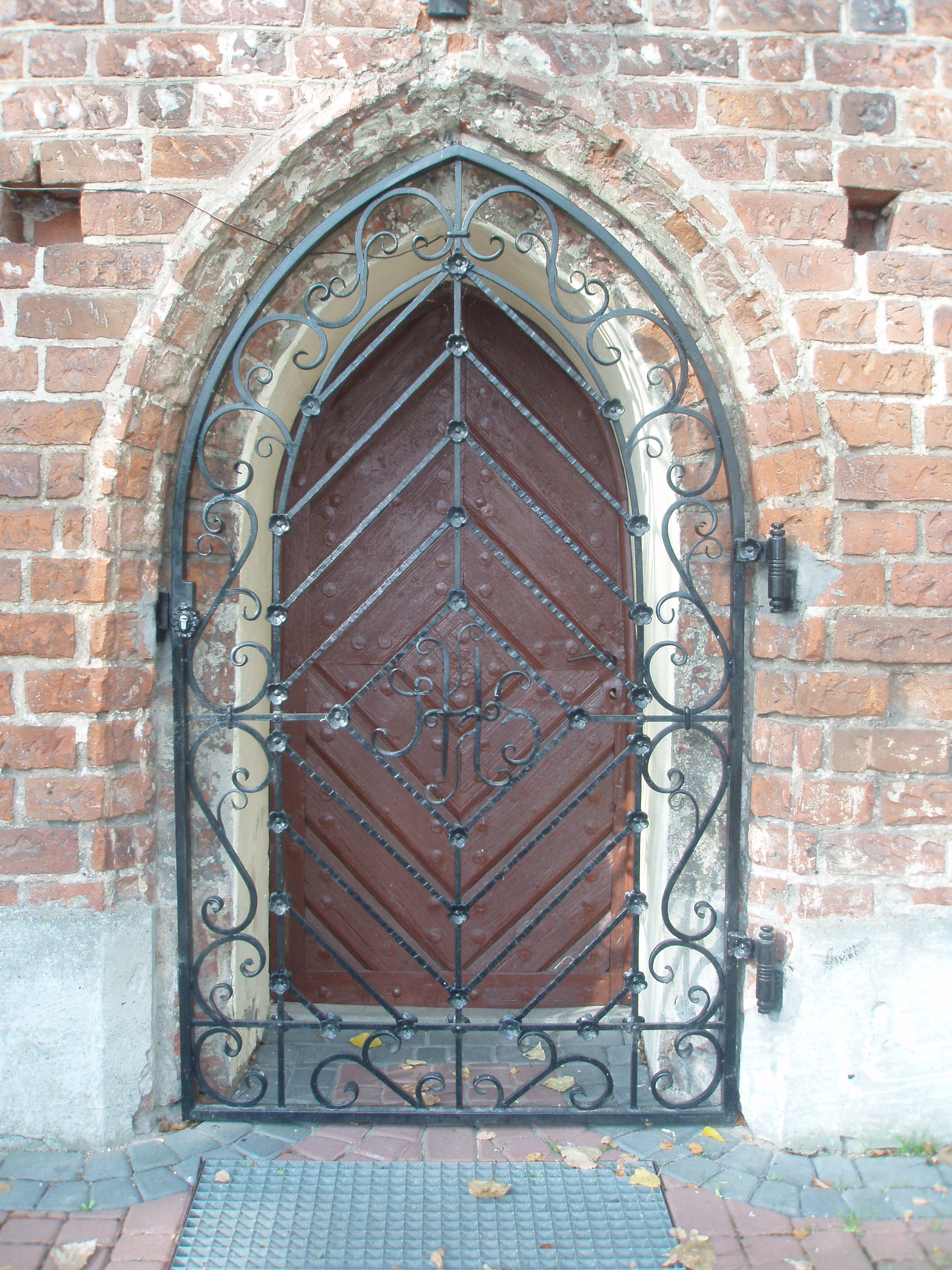
Gotycki portal

Budowla murowana. Kościół przebudowano z początkiem XIX wieku. Fundatorem był Jan Zaremba - kasztelan sieradzki. Kościół wybudowany w stylu gotyckim, z cegły w układzie polskim. Przebudowa XIX-wieczna zniekształcająca gotycki charakter budowli. Kościół otoczony jest murem z bramą od zachodu, przy której stoją barokowe rzeźby św. Floriana i św. Jana Nepomucena. Kościół jednonawowy. Prezbiterium dwuprzęsłowe, zamknięte wielobocznie z zakrystią i skarbczykiem od północy. Nawa trójprzęsłowa, szersza i wyższa. W prezbiterium i nawie poziome  sklepienia kolebkowe  z  lunetami  pochodzące z okresu przebudowy kościoła w początkach XIX wieku. Tęcza o wykroju ostrołukowym. Chór muzyczny drewniany z początku XIX wieku, wsparty na kolumnach. Kościół oszkarpowany. Okna zatraciły po przebudowie swój gotycki charakter i zakończone są łukiem półkolistym. Dachy dwuspadowe, kryte dachówką. Dwa ołtarze, cztery ławki, ambona, chrzcielnica i prospekt organowy z początku XIX wieku. Dzwonnica późnobarokowa, przekształcona w 1950 roku. W niedalekiej odległości od kościoła dwór obronny, zbudowany około 1630 roku, przez Łubieńskich na miejscu wcześniejszej gotyckiej fortalicji Zarembów.